# Basilique-cathédrale Saint-Bavon de Haarlem
Cette  cathédrale n’est pas la seule cathédrale Saint-Bavon.
Ne pas confondre avec l'église Saint-Bavon de Haarlem.
La basilique-cathédrale Saint-Bavon (en néerlandais : Kathedrale basiliek Sint Bavo) est une cathédrale romano-byzantine et néogothique de la fin du XIXe siècle située dans la ville de Haarlem, aux Pays-Bas.
Elle est la plus grande église des Pays-Bas après la basilique-cathédrale Saint-Jean de Bois-le-Duc, et le siège de l'évêché de Haarlem-Amsterdam depuis le XXe siècle.

## Origines

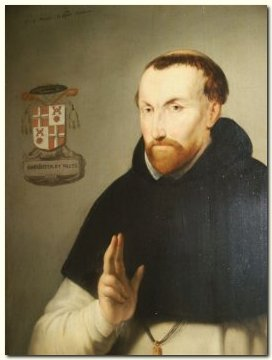
Godfried van Mierlo, 2e évêque de Haarlem.

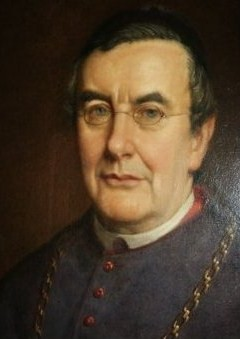
Gaspard Bottemanne, 6e évêque de Haarlem.

En 1559, l'église Saint-Bavon (Grote of Sint-Bavokerk) est consacrée comme cathédrale et devient siège de l’évêché de Haarlem sous la direction du premier évêque Nicolaas van Nieuwland.
La guerre de Quatre-Vingts Ans éclate en 1568, et la cité se retrouve au cœur du conflit opposant les troupes de la Maison de Habsbourg, dirigées par don Fadrique Álvarez de Toledo, au stathouder Guillaume d'Orange, favorable à la Réforme protestante.
En 1577, l'évêque Godfried van Mierlo ratifie les accords de Veere (Satisfactie van Haarlem), assurant une liberté de culte aux catholiques en échange d'une allégeance à Guillaume d'Orange plutôt qu'à Philippe II d'Espagne.
Mais le 29 mai 1578, les accords sont transgressés lorsque des calvinistes prennent d'assaut la cathédrale Saint-Bavon. Les monastères sont pillés et partiellement détruits. L’évêché est renversé et Godfried Van Mierlo contraint de se réfugier à Rome.
La cathédrale Saint-Bavon est convertie au protestantisme en 1578. Le culte catholique entre dans la clandestinité et se perpétuera en secret dans les Schuilkerk, églises dissimulées et provisoires. La hiérarchie catholique restera brisée jusqu'à la restauration de l’évêché en 1853 avec Monseigneur Franciscus Jacobus van Vree.

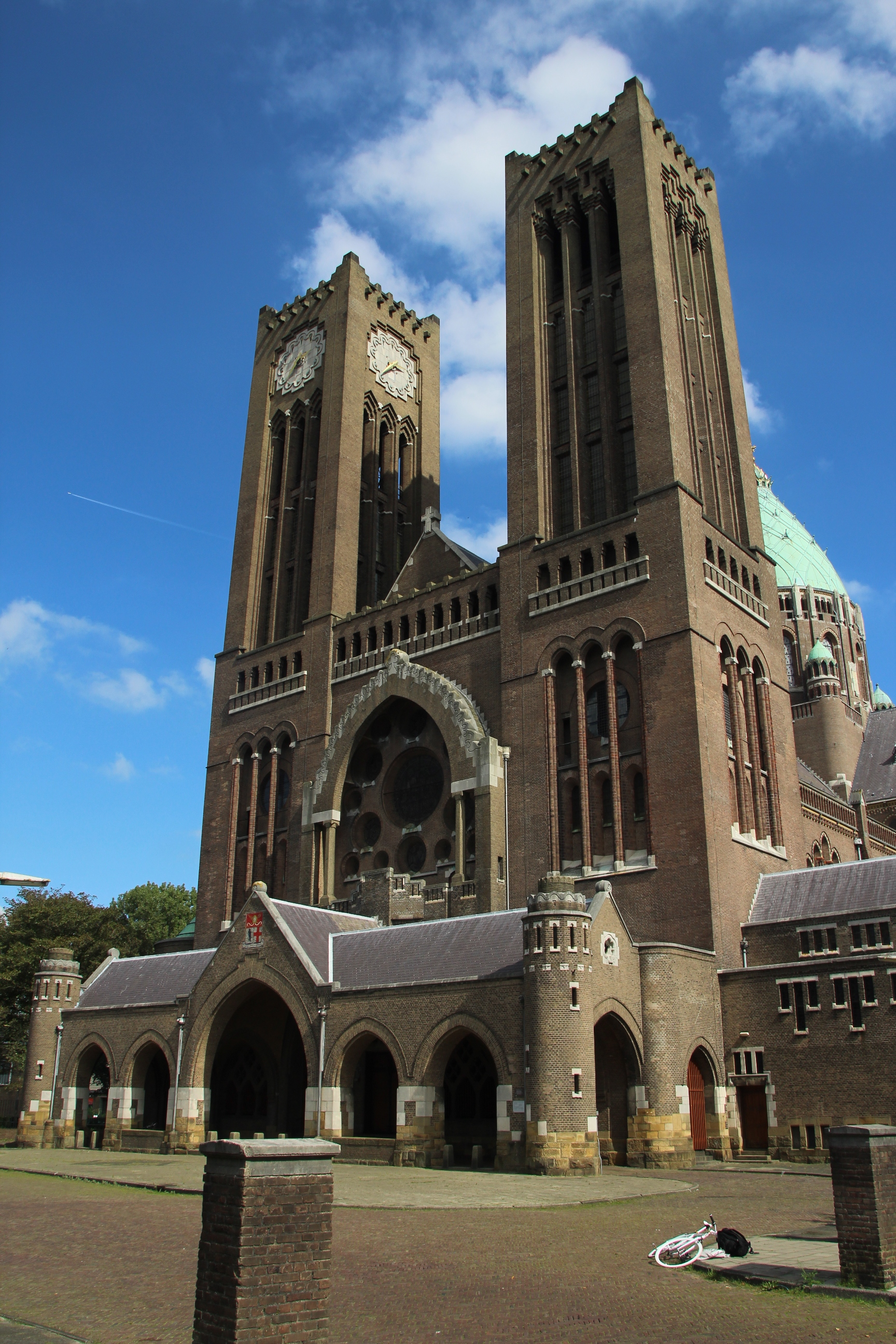
La façade avec le porche.

## Historique de la basilique-cathédrale
En 1893, l'évêque Gaspard Bottemanne fait construire une nouvelle cathédrale Saint-Bavon à Haarlem. Il s'adresse initialement à l'architecte Pierre Cuypers, mais c'est son fils Joseph qui réalisera la majorité des travaux. L'architecte Jan Stuyt et son fils Pierre Cuypers Jr. seront également associés au projet.
La construction débute en 1895 au sud-ouest du centre-ville, sur les rives canal Leidsevaart. La première phase de 1895 à 1898 permet l'élévation du chœur et des chapelles rayonnantes, centre de gravité de la structure. Puis de 1902 à 1906 sont construits le transept et la nef. Les tours et le portail sont érigés entre 1927 et 1930. Sa structure s'étend sur une longueur d'environ cent mètres, pour une hauteur approximative de soixante mètres et une largeur de quarante-deux mètres.
Le 2 mai 1898, Gaspard Bottemanne consacre la cathédrale. Le pape Pie XII lui accorde le titre de basilique mineure en 1948.

## Architecture
Œuvre composite constituée d'un assemblage de styles et d'inspirations différentes, la cathédrale intègre une profusion de dômes et de coupoles qui s’enchevêtrent, évoquant le style néo-byzantin de la cathédrale Alexandre-Nevski de Sofia. On peut voir de nombreux emprunts à l'architecture néo-romane et byzantine, notamment à Sainte-Sophie d'Istanbul, à l'architecture indienne, slave, orientale, à l'art asiatique et au Jugendstil.
Le grand chœur, première structure achevée (1898), est de style néo-roman. La nef, la façade et les deux tours sont de style néo-gothique. Le transept et la nef s'inspirent de l'architecture hispano-mauresque, tandis que le dôme et le portail nord illustrent l'intérêt de Joseph Cuypers pour l'architecture indienne et rappellent la cathédrale de l'Immaculée-Conception de Rangoun en Birmanie.
L'architecture intérieure est constituée d'arcs-doubleaux et nervures ogivales perpendiculaires à une nef à trois vaisseaux avec collatéraux. Elle s'orne d'opus sectile de terre cuite, vitraux au plomb, mosaïques néo-byzantines dorées à la feuille d'or, émaux cloisonnés. On y retrouve un style éclectique s'inspirant du début du gothique français, de l'Art nouveau et de la parure assyrienne.
L'abside abrite un autel en marbre veiné et un tabernacle massif serti de pierres. Dans la nef, une chaire en bronze à décors de feuillages entrelacés de style art nouveau. Les chapelles Saint-Joseph et Saint-Aloyius sont ornées de mosaïques en tessères de céramique et marqueterie de terre cuite, de voussures ogivales et d'un ensemble de colonnes de marbre noir veiné. La cathédrale contient également un orgue monumental construit par l'organiste néerlandais Willibrord.

## Collection d'art ecclésiastique
La sacristie abrite une importante collection d'objets liturgiques, d'orfèvrerie du XVe siècle, et d'ornements sacerdotaux du début du XVIe siècle, ainsi qu'une précieuse collection en argent de la chapelle du palais royal à Amsterdam. Les divers objets qui ont survécu de la Réforme ont trouvé leur place dans la collection : chasubles, dalmatiques et surplis du clergé de Haarlem, encensoirs, chandeliers, pupitre et ciboire en argent ciselé à ornements néo-gothique, pièces d'orfèvrerie en or, ainsi qu'un reliquaire en argent massif serti d'angelots et de nombreuses peintures du XVIIIe siècle, notamment un tableau de 1673 du peintre néerlandais Reyer van Blommendael représentant le secours de la ville de Haarlem par Saint-Bavon en 1268. 
La plus ancienne pièce de la collection est un calice en argent du gothique flamboyant.

## Galerie

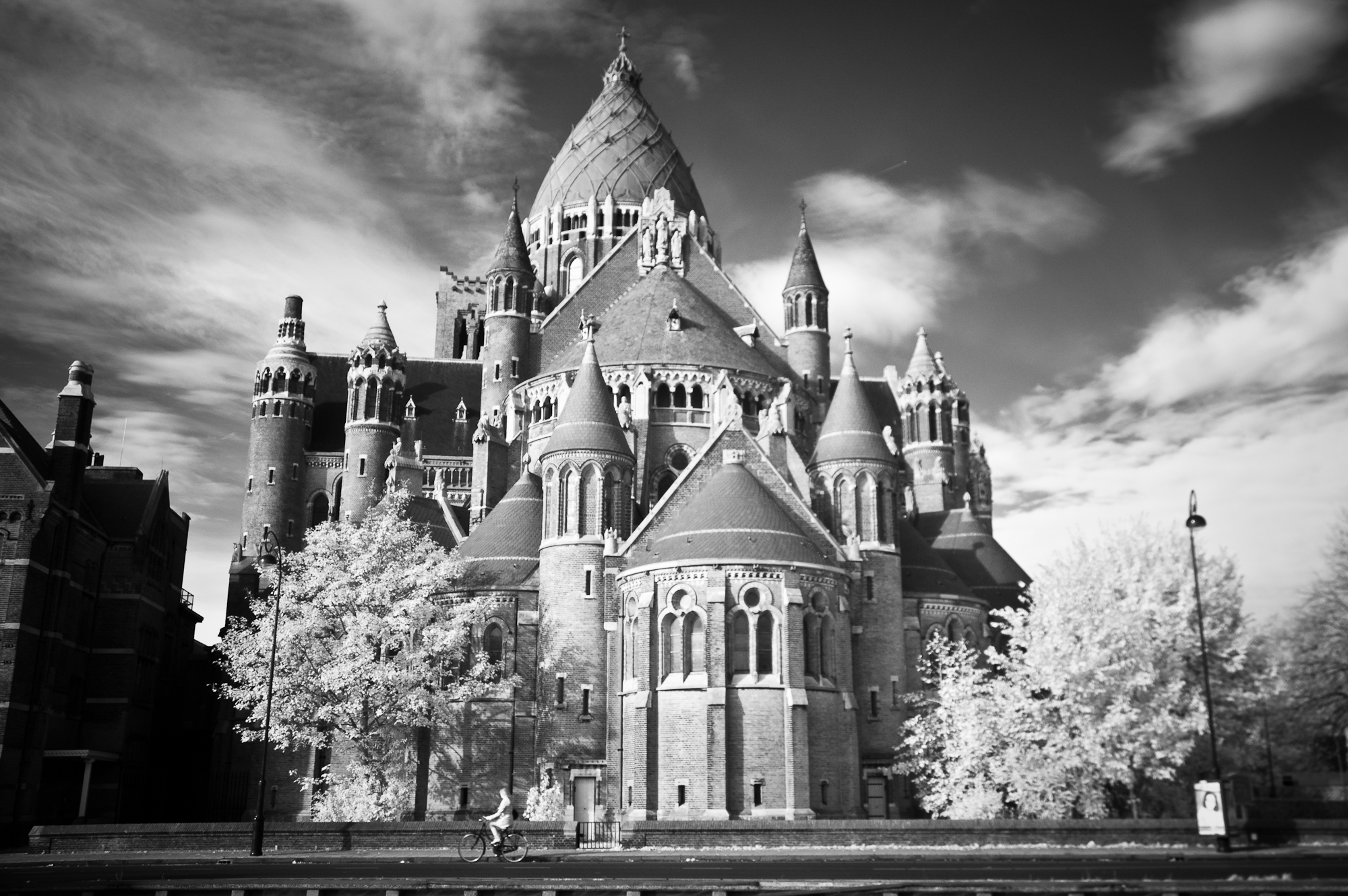
Façade orientale.
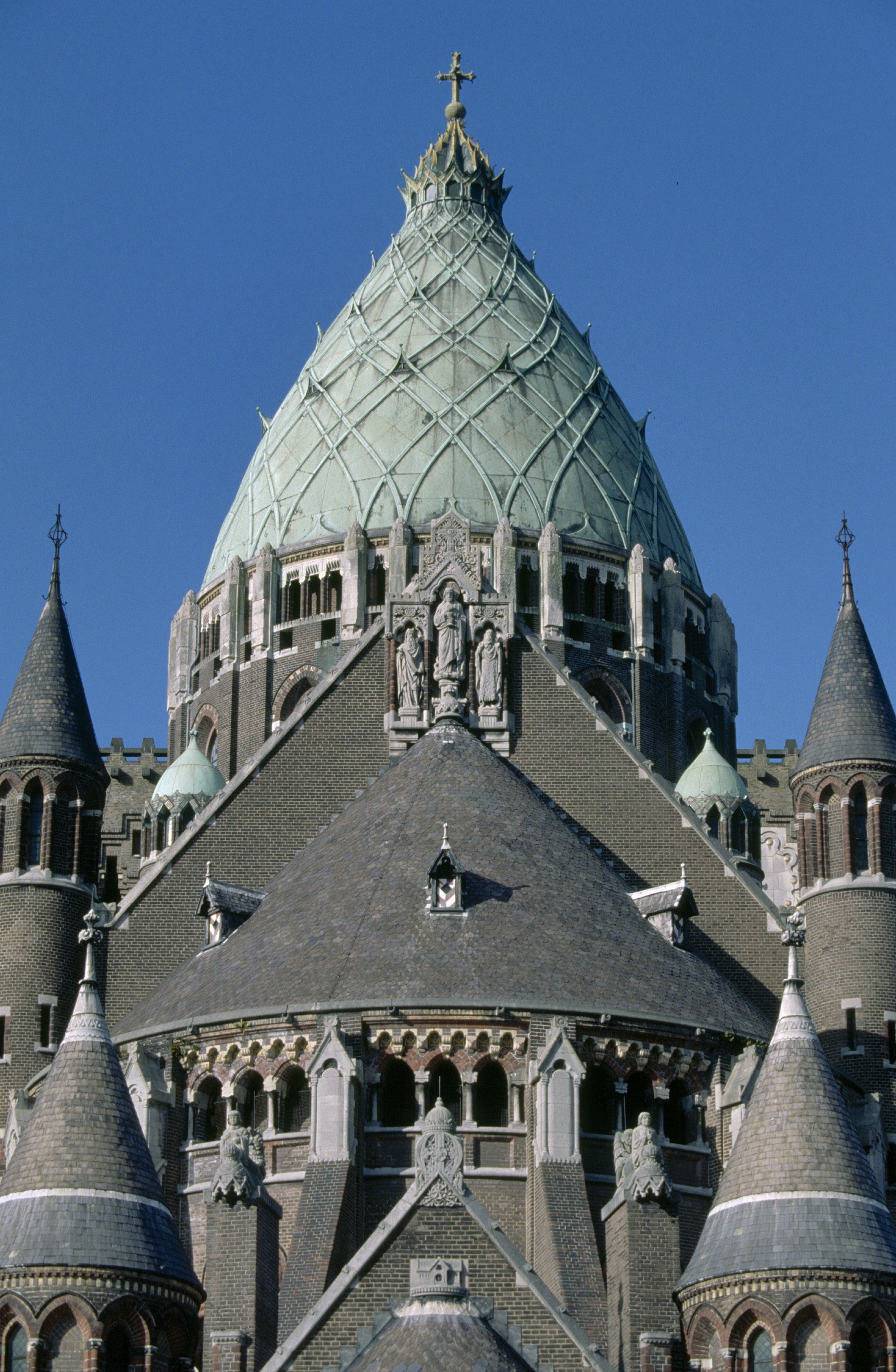
Dôme.
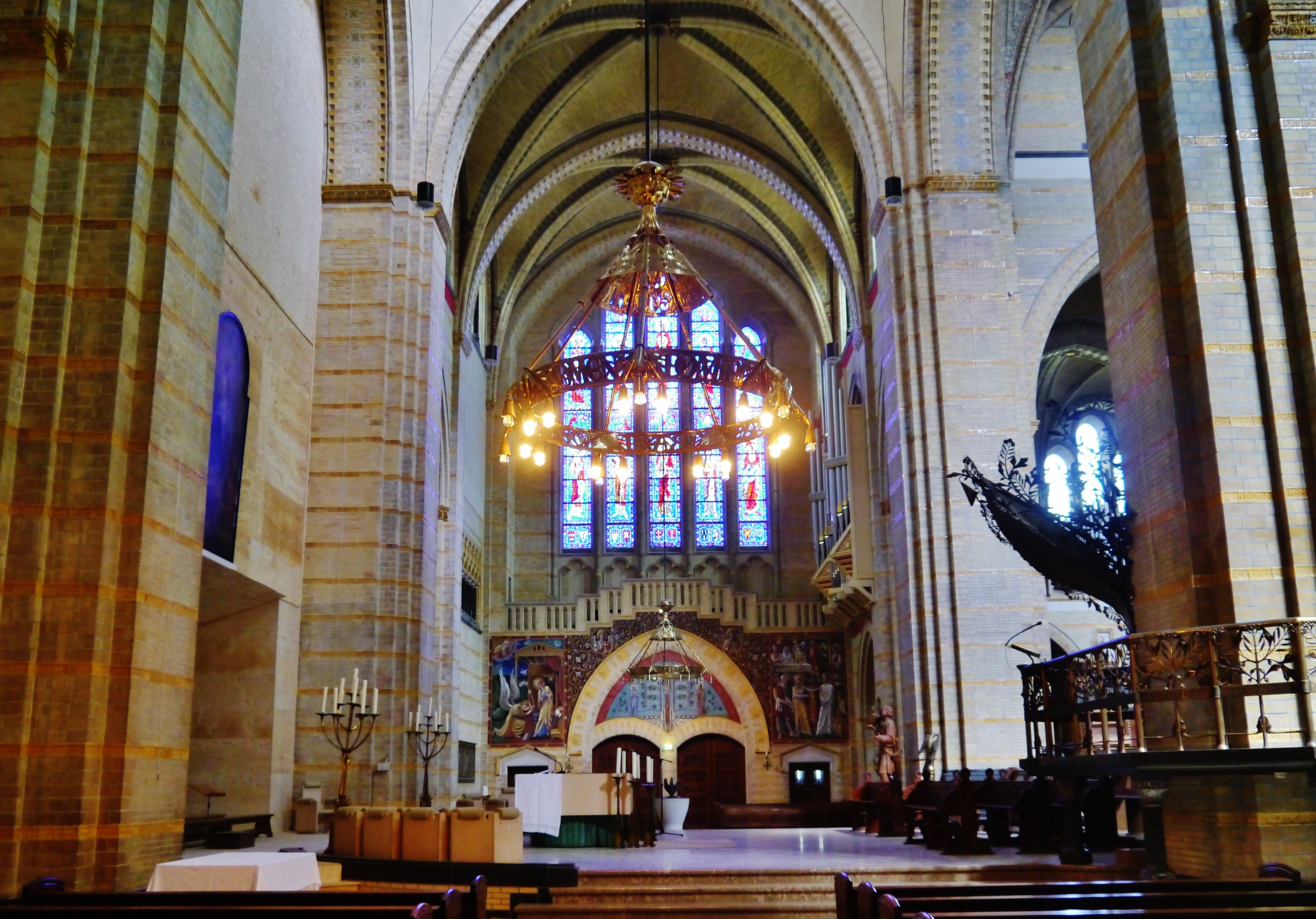
Chœur et maître-autel.
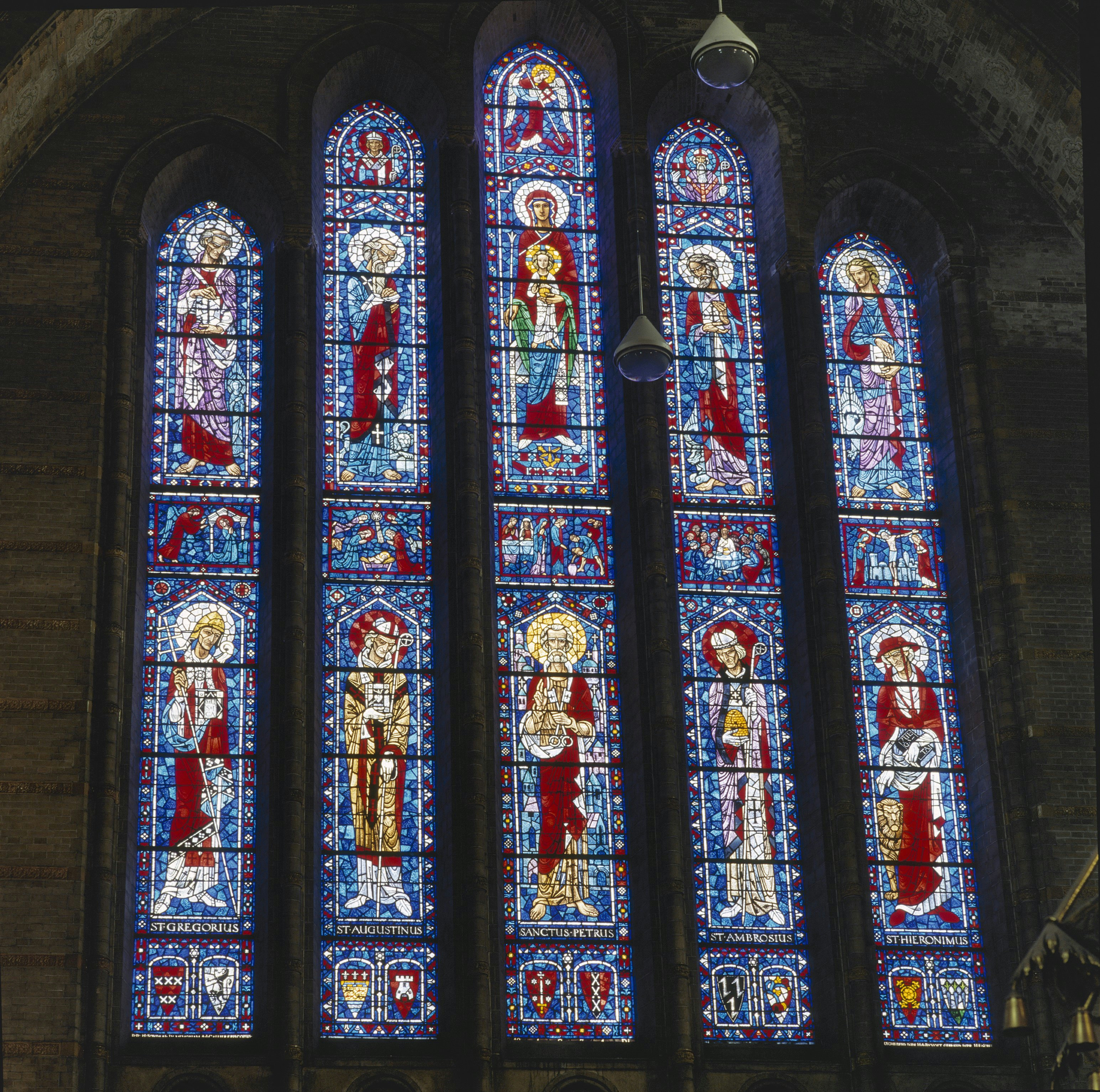
Vitraux.
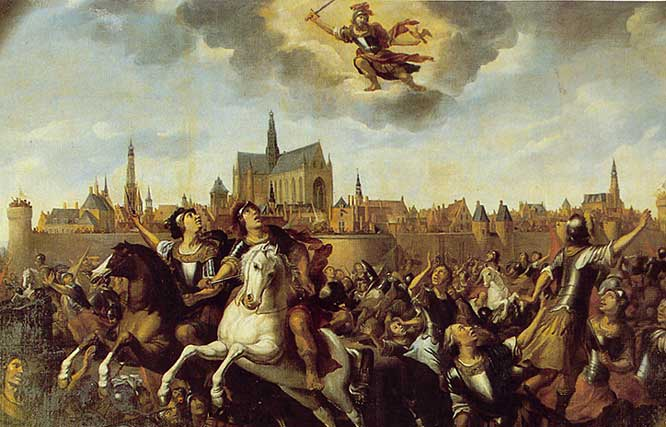
Saint Bavon délivrant Haarlem, Reyer van Blommendael (1673).

### Note
1. ↑  Ce n'est pas la seule cathédrale aux pays-Bas à être convertie au protestantisme à cette époque, de nombreuses cathédrales le sont aussi, telle la cathédrale Saint-Martin d'Utrecht.